# Schoenoplectus subterminalis
Schoenoplectus subterminalis là loài thực vật có hoa trong họ Cói. Loài này được (Torr.) Soják miêu tả khoa học đầu tiên năm 1972.

## Hình ảnh

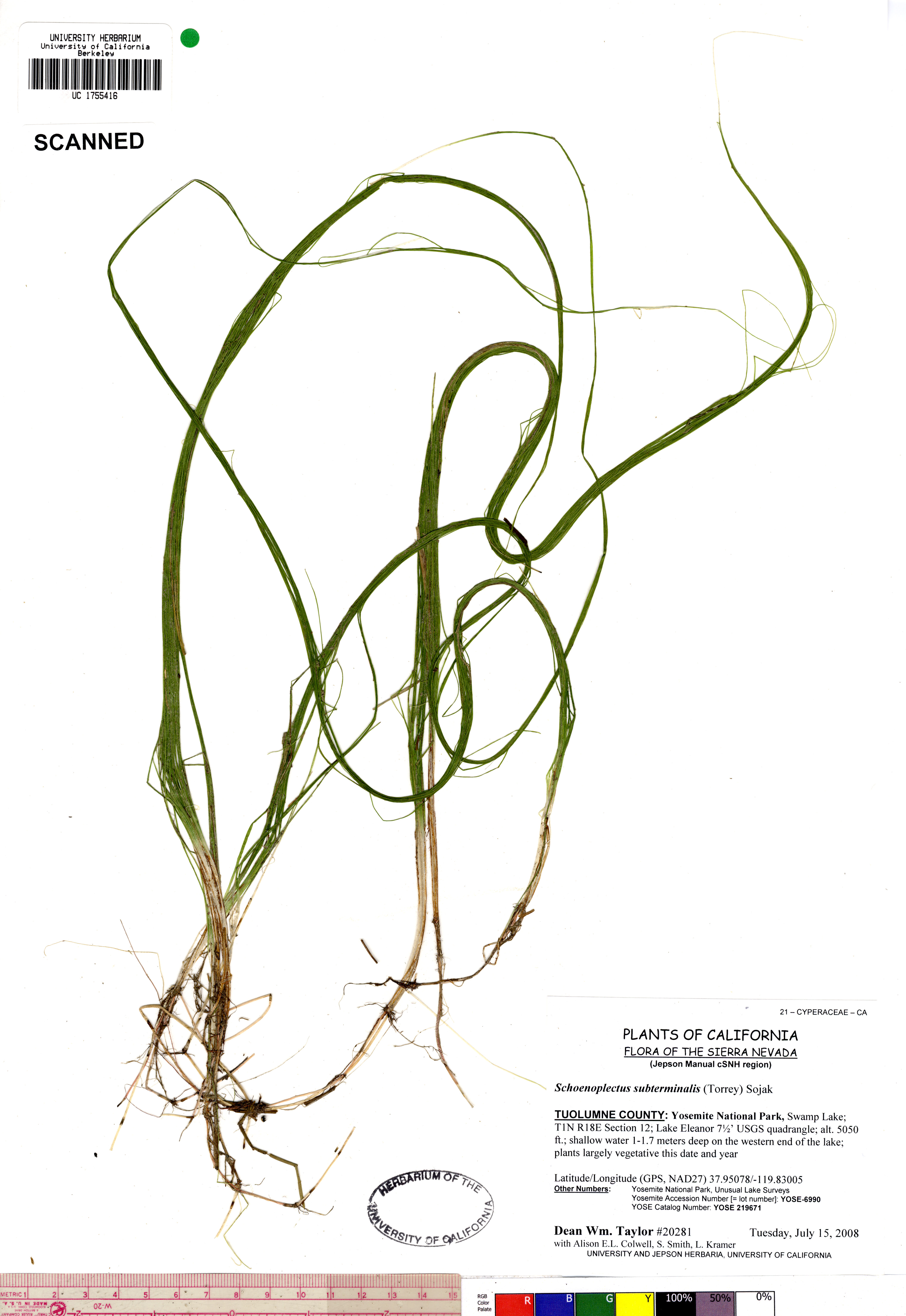
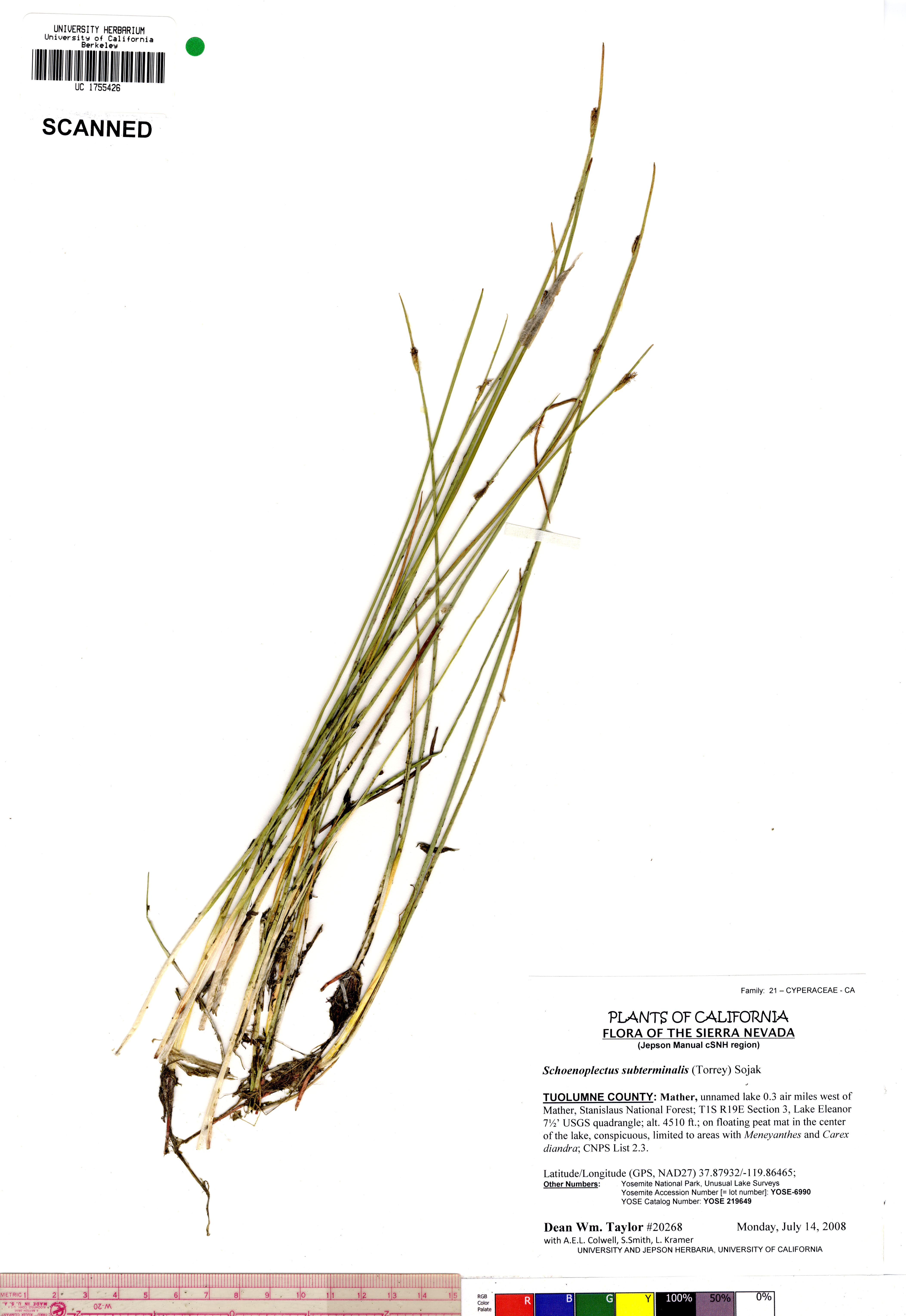